# Ban Chấp hành Trung ương Đảng Cộng sản Việt Nam
Ban Chấp hành Trung ương Đảng Cộng sản Việt Nam (viết tắt là BCHTW hoặc BCHTƯ) là cơ quan lãnh đạo thường trực cao nhất của Đảng Cộng sản Việt Nam, bầu ra bởi Đại hội Đại biểu toàn quốc Đảng Cộng sản Việt Nam được tổ chức 5 năm một lần. BCHTW hiện tại là khóa XIII.
Theo thủ tục chính thức thì BCHTW bầu ra người đứng đầu là Tổng Bí thư và các thành viên khác trong Bộ Chính trị. Thông thường, BCHTW tổ chức họp Hội nghị từ hai tới ba lần một năm.
Các thành viên của BCHTW được gọi là Ủy viên Trung ương Đảng, số lượng do từng lần Đại hội quyết định. Năm 1976 sau Đại hội IV thì số ủy viên là 101 người. Đến Đại hội VIII thì số ủy viên tăng lên 170. Đại hội khóa X bầu ra 160 ủy viên chính thức và 21 ủy viên dự khuyết. Đến Đại hội XI (2011) gồm 175 ủy viên chính thức và 25 ủy viên dự khuyết. Đại hội XII (2016) bầu ra 180 ủy viên chính thức và 20 ủy viên dự khuyết. Con số này được duy trì ở Đại hội XIII (2021).

## Nhiệm vụ
- Tổ chức chỉ đạo thực hiện Cương lĩnh chính trị, Điều lệ Đảng, các nghị quyết của Đại hội đại biểu toàn quốc; quyết định những chủ trương, chính sách về đối nội, đối ngoại, công tác quần chúng và công tác xây dựng đảng; chuẩn bị Đại hội Đại biểu toàn quốc nhiệm kỳ tiếp theo, Đại hội đại biểu toàn quốc bất thường (nếu có).
- Bầu Bộ Chính trị; bầu Tổng Bí thư trong số Ủy viên Bộ Chính trị; thành lập Ban Bí thư gồm Tổng Bí thư, một số Ủy viên Ban Bí thư do BCHTW bầu trong số Ủy viên BCHTW và một số Ủy viên Bộ Chính trị do Bộ Chính trị phân công; bầu Ủy ban Kiểm tra Trung ương; bầu Chủ nhiệm Ủy ban Kiểm tra Trung ương trong số Ủy viên Ủy ban Kiểm tra Trung ương. Quyết định số lượng Ủy viên Bộ Chính trị, Ủy viên Ban Bí thư và Ủy viên Ủy ban Kiểm tra Trung ương. Bỏ phiếu tín nhiệm Ủy viên Bộ Chính trị, Ban Bí thư giữa nhiệm kỳ. Quyết định một số vấn đề nhân sự khác theo thẩm quyền như cho thôi chức Ủy viên Ban chấp hành Trung ương, Bộ Chính trị, Ban Bí thư.
- Triệu tập Đại hội Đại biểu toàn quốc thường lệ 5 năm một lần; có thể triệu tập sớm hoặc muộn hơn, nhưng không quá một năm. Khi Ban Chấp hành Trung ương xét thấy cần hoặc khi có hơn một nửa số cấp Ủy trực thuộc yêu cầu thì BCHTW triệu tập Đại hội Đại biểu toàn quốc bất thường.

BCHTW có thẩm quyền giới thiệu người ra ứng cử Chủ tịch Quốc hội, Chủ tịch nước và Thủ tướng Chính phủ để Quốc hội thảo luận và phê chuẩn , tham gia ý kiến về nhân sự Phó Chủ tịch nước, Phó Chủ tịch Quốc hội, Phó Thủ tướng Chính phủ, Chánh án Tòa án Nhân dân tối cao, Viện trưởng Viện Kiểm sát nhân dân tối cao, Chủ tịch Hội đồng Dân tộc, Chủ nhiệm các Ủy ban của Quốc hội và các thành viên Chính phủ.
Theo Điều lệ Đảng thì BCHTW quyết định các hình thức kỷ luật đảng viên, kể cả Ủy viên BCHTW, Ủy viên Ban Bí thư, Ủy viên Bộ Chính trị.
Bộ Chính trị, Ban Bí thư quyết định các hình thức kỷ luật đảng viên, kể cả đảng viên là cán bộ thuộc Bộ Chính trị, Ban Bí thư quản lý nhưng không phải là Ủy viên BCHTW.
Bộ Chính trị có thẩm quyền kỷ luật khiển trách, cảnh cáo Ủy viên BCHTW vi phạm phẩm chất chính trị, tư tưởng, đạo đức, lối sống, sinh hoạt đảng, thực hiện nhiệm vụ đảng viên. Trong trường hợp cách chức hoặc khai trừ, Bộ Chính trị báo cáo BCHTW xem xét, quyết định.
Điều lệ Đảng sửa đổi năm 2011 có quy định mới mở rộng quyền BCHTW "căn cứ tình hình thực tế quyết định chỉ đạo thí điểm một số chủ trương mới". Theo quy định hiện hành thì BCHTW có quyền xem xét về vấn đề Hiến pháp, trước khi Quốc hội thông qua.

## Phương thức làm việc

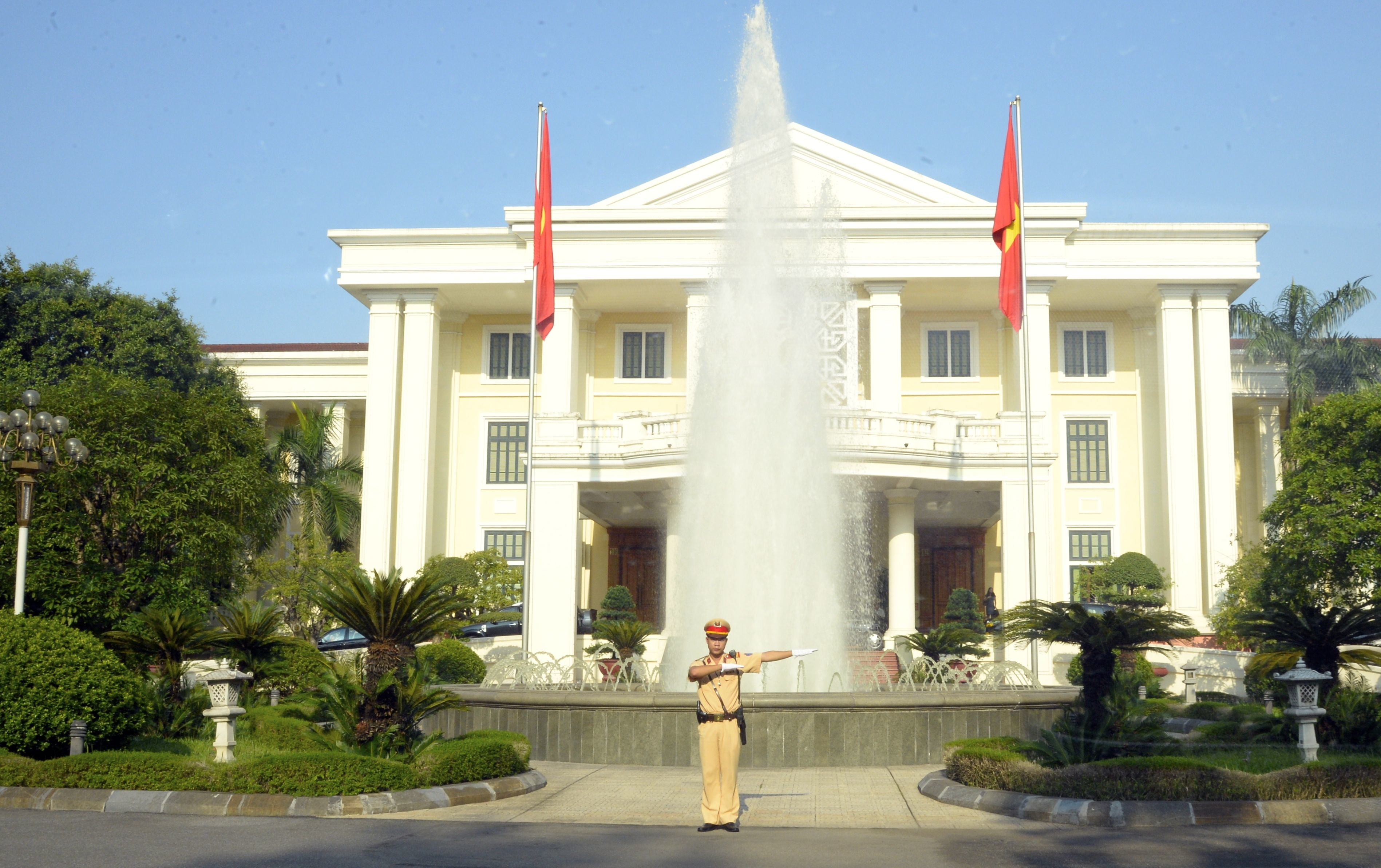
Trụ sở Văn phòng Trung ương Đảng

Phiên họp thường kỳ của BCHTW được gọi Hội nghị Trung ương. Ban Chấp hành Trung ương làm việc theo chương trình toàn khóa và hàng năm (điều chỉnh khi cần thiết). Ban Chấp hành Trung ương họp thường lệ 6 tháng một lần.
Khi Bộ Chính trị thấy cần thiết hoặc khi có trên một nửa số Ủy viên BCHTW đề nghị thì Bộ Chính trị quyết định triệu tập Hội nghị Trung ương bất thường.
Chủ tọa các Hội nghị Trung ương là những Ủy viên Bộ Chính trị đảm nhiệm các chức danh:
- Tổng Bí thư Ban Chấp hành Trung ương Đảng Cộng sản Việt Nam
- Chủ tịch nước Cộng hòa Xã hội chủ nghĩa Việt Nam
- Thủ tướng Chính phủ nước Cộng hòa Xã hội chủ nghĩa Việt Nam
- Chủ tịch Quốc hội nước Cộng hòa Xã hội chủ nghĩa Việt Nam
- Thường trực Ban Bí thư Trung ương Đảng Cộng sản Việt Nam

## Thành viên
Các Ủy viên BCHTW thường gồm các quan chức cấp cao trong bộ máy Đảng, Nhà nước, đoàn thể ở cấp trung ương và cấp tỉnh. Những chức vụ được liệt kê đảm bảo là "chức vụ khi được bầu" và "tiếp tục giữ chức vụ đó".
| Cơ quan Ban Ngành                 | Chức vụ |
| --------------------------------- | --- |
| Lãnh đạo chủ chốt                 | - Tổng Bí thư - Chủ tịch nước - Thủ tướng Chính phủ - Chủ tịch Quốc hội |
| Lãnh đạo Đảng và Nhà nước         | - Thường trực Ban Bí thư. - Ủy viên Bộ Chính trị, Phó Chủ tịch nước, Chủ tịch Ủy ban Trung ương MTTQ Việt Nam. - Bí thư Trung ương Đảng, Phó Thủ tướng Chính phủ, Phó Chủ tịch Quốc hội. |
| Trung ương Đảng                   | - Giám đốc Học viện Chính trị Quốc gia Hồ Chí Minh. - Chánh văn phòng, Phó Chánh văn phòng Văn phòng Trung ương Đảng. - Chủ nhiệm, Phó Chủ nhiệm Ủy ban Kiểm tra Trung ương. - Trưởng ban, Phó Trưởng ban trực thuộc BCHTW. - Tổng Biên tập Báo Nhân Dân, Tổng Biên tập Tạp chí Cộng sản. |
| Nhà nước                          | - Chánh án, Phó Chánh án Tòa án nhân dân tối cao. - Viện trưởng Viện kiểm sát nhân dân tối cao. - Chủ nhiệm Văn phòng Chủ tịch nước. - Chủ tịch Hội đồng dân tộc của Quốc hội, Trưởng ban Công tác đại biểu thuộc UBTV Quốc hội, Trưởng ban Dân nguyện thuộc UBTV Quốc hội, Chủ nhiệm Văn phòng Quốc hội, Chủ nhiệm các Ủy ban của Quốc hội. - Tổng Kiểm toán Nhà nước. - Bộ trưởng, Thống đốc Ngân hàng Nhà nước Việt Nam, Tổng Thanh tra Chính phủ. - Thứ trưởng Bộ: Quốc phòng, Công an, Ngoại giao.       |
| Quân đội                          | - Phó Chủ nhiệm Tổng cục Chính trị Quân đội nhân dân Việt Nam, Phó Tổng Tham mưu trưởng Quân đội nhân dân Việt Nam. - Tư lệnh, Chính ủy, Phó Tư lệnh kiêm Tham mưu trưởng, Phó Tư lệnh Quân khu, Quân chủng, Bộ Tư lệnh Bộ đội Biên phòng, Bộ Tư lệnh Cảnh sát biển, Quân đoàn. - Chủ nhiệm, Tổng cục trưởng các Tổng cục. - Giám đốc Học viện Quốc phòng. - Tổng Giám đốc Tập đoàn Công nghiệp – Viễn thông Quân đội (Viettel).                                                                              |
| Cơ quan trực thuộc Chính phủ      | - Bộ trưởng, Chủ nhiệm Văn phòng Chính phủ. - Chủ tịch Viện Hàn lâm Khoa học xã hội Việt Nam, Chủ tịch Viện Hàn lâm Khoa học và Công nghệ Việt Nam, Giám đốc Đại học Quốc gia Hà Nội, Giám đốc Đại học Quốc gia Thành phố Hồ Chí Minh. - Tổng Giám đốc: Thông tấn xã Việt Nam, Đài Truyền hình Việt Nam, Đài Tiếng nói Việt Nam. |
| Ban, Ngành, Đoàn thể              | - Phó Chủ tịch kiêm Tổng thư ký Ủy ban Trung ương MTTQ Việt Nam. - Chủ tịch Hội Liên hiệp Phụ nữ Việt Nam, Chủ tịch Tổng Liên đoàn Lao động Việt Nam, Chủ tịch Hội Nông dân Việt Nam. |
| Địa phương                        | - Bí thư Tỉnh ủy, Bí thư Thành ủy (trực thuộc Trung ương) - Phó Bí thư Thành ủy kiêm Chủ tịch UBND: TP Hà Nội, TP Hồ Chí Minh. - Phó Bí thư thường trực Thành ủy: Hà Nội, TP Hồ Chí Minh. |
| Ủy viên dự khuyết Trung ương Đảng | - Thứ trưởng Thường trực. - Bí thư thứ nhất Trung ương Đoàn Thanh niên Cộng sản Hồ Chí Minh. - Phó Bí thư Tỉnh ủy, Thành ủy (trực thuộc Trung ương) - Tư lệnh, Chính ủy, Phó Tư lệnh Vùng Hải Quân, Quân đoàn - Chủ nhiệm Ủy ban Kiểm tra, Trưởng ban thuộc Tỉnh ủy, Thành ủy (trực thuộc Trung ương) - Phó Chủ tịch UBND tỉnh, thành phố (trực thuộc Trung ương) - Bí thư Huyện ủy, Thị ủy, Quận ủy, Thành ủy (trực thuộc tỉnh, thành phố) - Chủ tịch HĐQT Ngân hàng TMCP Công Thương Việt Nam (VietinBank). |

Ban Chấp hành Trung ương xem xét việc chuyển Ủy viên Ban Chấp hành Trung ương dự khuyết có đủ điều kiện để thay thế Ủy viên Trung ương chính thức khi khuyết.
Quyền hạn của các Ủy viên Ban Chấp hành Trung ương theo quy định của Đảng, bao gồm tham gia quyết định các nhiệm vụ thuộc thẩm quyền Ban Chấp hành Trung ương và các quyền khác. Các Ủy viên dự khuyết không có quyền biểu quyết.
Tại kỳ họp 6 Ban Chấp hành Trung ương khóa XI đã bàn và quyết nghị quy hoạch Ban Chấp hành Trung ương, Bộ Chính trị, Ban Bí thư và các chức danh lãnh đạo chủ chốt của Đảng và Nhà nước, với các tiêu chuẩn được đặt ra với Ủy viên Ban Chấp hành Trung ương, Ủy viên Bộ Chính trị, Ban Bí thư và các chức danh lãnh đạo chủ chốt của Đảng và Nhà nước.
Theo quy định hiện hành thì hàng năm, sẽ lấy phiếu tín nhiệm các thành viên Bộ Chính trị, Ban Bí thư, với đối tượng ghi phiếu tín nhiệm là các Ủy viên Ban Chấp hành Trung ương.

## Trách nhiệm và nhiệm vụ
- Tham gia các tiểu ban, các Hội đồng tư vấn của Trung ương, Bộ Chính trị, Ban Bí thư; có trách nhiệm xây dựng Đảng về chính trị, tư tưởng, tổ chức trong địa phương và ngành phụ trách.
- Đề xuất với BCHTW cụ thể hóa đường lối của Đảng, trước hết là trong các lĩnh vực công tác được phân công, quán triệt các quyết định của Trung ương trong đơn vị.
- Các Ủy viên Trung ương công tác trong các cơ quan nhà nước có trách nhiệm lãnh đạo cơ quan nhà nước thể chế hóa và tổ chức thực hiện chủ trương, chính sách của Đảng; khi giải quyết công việc, không lấy danh nghĩa thay mặt Trung ương, trừ trường hợp được Trung ương ủy nhiệm.
- Chấp hành nghị quyết của Đảng, pháp luật của Nhà nước, thực hiện nhiệm vụ Đảng viên, công dân,...
- Báo cáo với Bộ Chính trị, Ban Bí thư về việc thực hiện nhiệm vụ được phân công và xin ý kiến về những chủ trương, chính sách lớn.
- Chủ động báo cáo và đề xuất những vấn đề quan tâm với Bộ Chính trị, Ban Bí thư và BCHTW
- Có quyền được thông tin, chất vấn hoạt động của Bộ Chính trị, Ban Bí thư và cá nhân Ủy viên Trung ương khác và phải được trả lời.
- Có quyền ứng cử, đề cử vào Bộ Chính trị, Ủy ban Kiểm tra Trung ương, vào các chức vụ Tổng Bí thư, Chủ nhiệm Ủy ban Kiểm tra Trung ương và xin rút khỏi BCHTW, các cơ quan lãnh đạo và chức danh trên.

## Cơ quan tham mưu giúp việc
Ban Chấp hành Trung ương Đảng có các cơ quan tham mưu giúp việc là:
1. Văn phòng Trung ương Đảng
2. Ban Tổ chức Trung ương
3. Ban Tuyên giáo và Dân vận Trung ương
4. Ban Chính sách, Chiến lược Trung ương
5. Ban Nội chính Trung ương
6. Ủy ban Kiểm tra Trung ương

## Các đơn vị sự nghiệp trực thuộc
Hiện có bốn cơ quan đào tạo cán bộ, nghiên cứu, báo chí, xuất bản. Về mặt tổ chức, các cơ quan này tương đương với các Ban Trung ương Đảng Cộng sản Việt Nam:
1. Học viện Chính trị Quốc gia Hồ Chí Minh (có Hội đồng Lý luận Trung ương)
2. Báo Nhân dân
3. Nhà xuất bản Chính trị quốc gia Sự thật
4. Tạp chí Cộng sản

## Các Đảng ủy cơ quan trực thuộc
1. Quân ủy Trung ương
2. Đảng ủy Công an Trung ương
3. Đảng bộ các cơ quan Đảng Trung ương
4. Đảng bộ Chính phủ
5. Đảng bộ Quốc hội
6. Đảng bộ Mặt trận Tổ quốc Việt Nam, các đoàn thể Trung ương
7. Tỉnh ủy, Thành ủy trực thuộc trung ương

## Ban Chấp hành Trung ương trước Đại hội lần thứ nhất của Đảng
Ban Chấp hành Trung ương lâm thời thành lập sau Hội nghị thành lập đảng tháng 2 năm 1930 có:
Trịnh Đình Cửu (Phụ trách Ban Chấp hành Trung ương Đảng Cộng sản Việt Nam), Nguyễn Hới, Trần Văn Lan, Nguyễn Phong Sắc, Lê Mao, Phạm Hữu Lầu, Hoàng Quốc Việt, Lưu Lập Đạo (bổ sung), sau đến tháng 7 bổ sung thêm Trần Phú. Ít lâu sau hội nghị trên, Trịnh Đình Cửu xin rút khỏi Ban Chấp hành Trung ương lâm thời để nhận công tác ở Xử Ủy Bắc Kỳ. Một số bị Pháp bắt sau đó (Nguyễn Hới, Hoàng Quốc Việt, Phạm Hữu Lầu, sau Nguyễn Hới hi sinh). Xứ Ủy Nam Kỳ cử Nguyễn Trọng Nhã và Ngô Đức Trì tham gia Ban Chấp hành TW lâm thời.
Sau Hội nghị Ban chấp hành Trung ương lần thứ nhất tháng 10 năm 1930, Ban Chấp hành Trung ương gồm 6 Ủy viên: Trần Phú, Ngô Đức Trì, Nguyễn Trọng Nhã, Trần Văn Lan, Nguyễn Phong Sắc, Lê Mao. Tổng Bí thư: Trần Phú.
Phong trào nổi dậy 1930-1931, nổi bật là Xô-viết Nghệ Tĩnh bị Pháp đàn áp. Tổ chức của đảng bị tan vỡ, kể cả Ban Chấp hành TW, Trần Phú, Trần Văn Lan, Nguyễn Phong Sắc... hi sinh. Cuối năm 1931, Lê Hồng Phong trở về Trung Quốc bắt liên lạc với cán bộ Việt Nam ở nước ngoài như: Hoàng Đình Giong, Hoàng Văn Thụ... mục đích lập lại Ban chấp hành Trung ương lâm thời của Đảng và thảo chương trình hành động của Đảng.
Tháng 3 năm 1934, Ban chỉ huy ở ngoài được thành lập gồm có Lê Hồng Phong, Hà Huy Tập, Nguyễn Văn Dựt do Lê Hồng Phong làm Bí thư. Sau đó còn có thêm các người khác như Phùng Chí Kiên. Ban chỉ huy ở ngoài của Đảng trước Đại hội I có chức năng như là Ban chấp hành Trung ương Lâm thời và được Quốc tế cộng sản công nhận, quy định rõ chức năng nhiệm vụ.